# Nokia Lumia 800
Nokia Lumia 800(ノキア ルミア はちまるまる)は、フィンランドのノキアによって開発された、LumiaシリーズのWindows Phone搭載スマートフォンである。